# John Burton Cleland
Sir John Burton Cleland (22 iunie 1878 - 11 august 1971) a fost un renumit naturalist, microbiolog, micolog și ornitolog australian. A predat ca profesor de patologie la Universitatea din Adelaide și a ajutat poliția în multe anchete importante, precum faimosul caz Taman Shud.  

## Carieră
John Cleland a lucrat ca și microbiolog în Australia de Vest și New South Wales mai mulți ani. A fost numit profesor titular de patologie la Universitatea din Adelaide și a instruit mai multe generații de studenți.
Cleland a fost ales ca Președintele Societății Regale din Australia de Sud între 1927-1928 și din nou în 1941.  
În 1934-1935, el a publicat o monografie de două volume despre ciupercile din Australia de Sud, una dintre cele mai complete analize ale ciupercilor australiene până în ziua de azi.